# Mišo Cebalo
Mišo Cebalo (Zagreb, 6. veljače 1945. – Zagreb, 2. rujna 2022.) bio je hrvatski šahovski velemajstor, pobjednik 19. Svjetskog šahovskog seniorskog prvenstva 2009. godine u Condinu.

## Životopis
Mišo Cebalo rođen je u Zagrebu 1945. godine. Kada je imao pet godina njegov otac naučio ga je igrati šah, a s trinaest godina redovito je igrao u šahovskom klubu. Tijekom 1970-ih je istodobno bio reprezentativac SFR Jugoslavije u šahu i bridžu, ali nakon posljednjeg mjesta jugoslavenske reprezentacije na europskom prvenstvu 1979. godine, napušta bridž i posvećuje se isključivo šahu. Osim toga studirao je i latinski, talijanski i francuski jezik, te govorio nekoliko svjetskih jezika.
Umro je u Zagrebu 2022. godine, u 78. godini života.

## Šahovski uspjesi
Na jugoslavenskom prvenstvu u Podgorici (tada Titograd) 1975. godine postigao je titulu majstora. Iako je titulu međunarodnog majstora dobio 1978. godine, značajnije šahovske rezultate postiže nakon 1980. godine kada je nekoliko godina za redom bio među najboljom šestoricom na prvenstvu SFR Jugoslavije. Najvišu šahovsku titulu, velemajstora, stekao je 1985. godine osvajanjem turnira u Grčkoj, u Kavali.
Godine 1985. na jugoslavenskom prvenstvu bio je bodovno izjednačen na prvom mjestu s velemajstorom Slavoljubom Marjanovićem, ali je u izravnom dvoboju s njime poražen.
Osvojio je mnoge turnire i sudjelovao na dvije šahovske olimpijade za Hrvatsku: prva ploča 1992. godine u Manili i četvrta ploča 1994. godine u Moskvi. Često je nastupao na Reggio Emilia turniru u Italiji, a ponekad bio je i glavni komentator tog turnira.
Godine 2009. osvojio je zlato na svjetskom prvenstvu za veterane, te 2008. godine srebro na europskom prvenstvu za veterane.
Na 11. Europskom pojedinačnom prvenstvu održanom u Rijeci 2010. godine, Mišo Cebalo bio je službeni komentator.
Kao delegat u FIDE u razdoblju od 1991. do 1994. godine znatno je doprinio prihvaćanju Hrvatske kao nezavisne države u FIDE, te je već iduće godine Hrvatska nastupila na šahovskoj olimpijadi.

## Vanjske poveznice
- Igre Miša Cebala na internetskom portalu "Chessgames" {[eng oznaka}}